# Aeroportul Suntar
Aeroportul Suntar (IATA: SUY, ICAO: UENS) este un aeroport din Suntar⁠(d), Suntarski nasleg⁠(d), Suntarski ulus⁠(d), Iacutia, Rusia. Aeroportul a fost tranzitat în 2017 de 11.303 pasageri.
aeroportul dispune de o singură pistă. Este operat de Forțele Aeriene Ruse.